# Bodo Illgner
Bodo Illgner (* 7. April 1967 in Koblenz) ist ein ehemaliger deutscher Fußballtorwart. Er spielte während seiner Karriere beim 1. FC Köln und bei Real Madrid. Zwischen 1987 und 1994 war er deutscher Nationaltorwart. Mit der Nationalmannschaft wurde er 1990 Weltmeister.

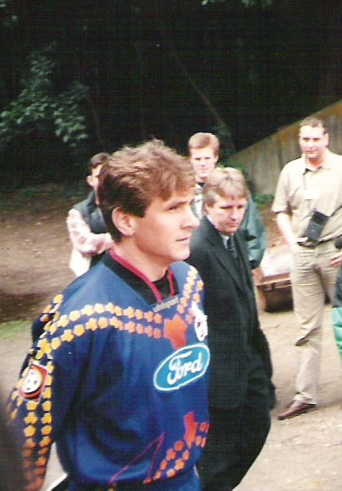
Bodo Illgner beim 1. FC Köln im Jahre 1996

## Anfänge und Karriere beim 1. FC Köln
Bodo Illgner wurde in Koblenz geboren und lebte dann in Westerburg im Westerwald, ehe die Familie nach Bonn zog. Illgner fing sechsjährig beim 1. FC Hardtberg an, Fußball zu spielen. Illgner absolvierte als Torwart von 1985 bis 1996 326 Spiele für den 1. FC Köln in der Fußball-Bundesliga. 1985/86 war seine erste Saison als Ersatztorwart. Zu seinem ersten Profieinsatz kam er im Münchener Olympiastadion am 22. Februar 1986, als Toni Schumacher beim Stande von 2:1 für den FC Bayern München in der 75. Minute wegen eines Fouls im Strafraum des Feldes verwiesen wurde. Den fälligen Elfmeter verwandelte Lothar Matthäus zum 3:1-Endstand. In der darauf folgenden Woche überzeugte das damals 18-jährige Torwarttalent beim Heimdebüt gegen den VfB Stuttgart. Der 1. FC Köln gewann mit 2:1. Beim nächsten Auswärtsspiel im Gelsenkirchener Parkstadion gegen den FC Schalke 04 stand wieder Schumacher zwischen den Pfosten. Im Frühjahr 1987, als Schumacher nach Veröffentlichung seiner Autobiographie vom FC entlassen wurde, wurde Illgner Stammtorwart und erreichte mit den Kölnern in den Saisons 1988/89 und 1989/90 zweimal die deutsche Vizemeisterschaft. Der 1. FC Köln unterlag mit ihm im Tor im DFB-Pokalfinale 1991 nach Elfmeterschießen Werder Bremen. In der Saison 1995/96 trug Bodo Illgner maßgeblich dazu bei, die Geißböcke vor dem Abstieg in die Zweitklassigkeit zu retten. Mit 35 Treffern erhielt er die wenigsten Gegentore aller Bundesligatorhüter in dieser Saison.

## Real Madrid
Nachdem in der Bundesligasaison 1996/97 vier Spieltage absolviert waren, wechselte Illgner am 30. August 1996 für die in seinem Kölner Vertrag festgeschriebenen vier Millionen DM Ablöse auf Wunsch von Fabio Capello überraschend zu Real Madrid. Dort unterschrieb er einen Dreijahresvertrag, der ihm jährlich zwei Millionen DM einbrachte. Er wurde gleich zum wichtigen Rückhalt für die Mannschaft und mit Real spanischer Meister. Damit war zugleich der Grundstein für die Rückkehr des Vereins an die europäische Spitze nach einigen nicht zufriedenstellenden Jahren gelegt. Illgner erhielt nach der Saison eine Auszeichnung als Spaniens Torwart des Jahres.
Die Saison 1997/98 unter dem neuen Trainer Jupp Heynckes begann für Illgner unglücklich. Auf zwei Verletzungen folgte jeweils eine Phase auf der Ersatzbank. In der entscheidenden Endphase der Saison erhielt er seinen Stammplatz zurück. Er stand in allen Spielen der K.-o.-Phase der Champions League im Tor und gewann mit der Mannschaft schließlich durch einen 1:0-Sieg im Finale gegen Juventus Turin für Real Madrid nach 32 Jahren wieder die wichtigste Trophäe im europäischen Vereinsfußball. In der Liga schloss die Mannschaft indes nur auf dem vierten Rang ab.
In der Saison 1998/99 absolvierte Illgner fast alle Spiele und wurde mit Real Vizemeister hinter dem FC Barcelona. Der amtierende Champions-League-Sieger gewann am 1. Dezember 1998 in Tokio gegen den CR Vasco da Gama mit 2:1 den Weltpokal. Anfang 1999 wurde Illgners Vertrag zu besseren Konditionen, er war mit insgesamt fast zehn Millionen DM dotiert, um weitere drei Jahre verlängert. Dennoch wollte Reals Trainer John Toshack, der Kritik an seinem Torwart geübt hatte, im Sommer 1999 einen Nachfolger für Illgner verpflichten, wozu es aber nicht kam. Im Herbst 1999 geriet Illgner erneut in die sportliche Kritik. Am 20. Oktober 1999 erlitt er beim Champions-League-Spiel gegen den FC Porto, in dem er sich noch einmal bewähren sollte, eine Risswunde im Knie. Das Nachwuchstalent Iker Casillas nahm im weiteren Verlauf dauerhaft Illgners Platz im Tor ein. Beim erneuten Sieg im Champions-League-Finale 2000 saß Illgner auf der Bank. Nach dem Zugang von César Sánchez war er in der Saison 2000/01 nur dritter Torwart und löste nach der Saison einvernehmlich mit dem Verein seinen Vertrag auf. Nach kurzer Vereinssuche beendete Illgner im August 2001 seine Karriere.
Später hütete er regelmäßig das Tor der Veteranenmannschaft der Madrilenen.

## Nationalmannschaft
In der deutschen Fußballnationalmannschaft wurde er von 1987 bis 1994 in 54 Spielen eingesetzt. Erstmals war er als Ersatztorwart für das Länderspiel gegen Italien im Müngersdorfer Stadion in Köln am 18. April 1987 in den DFB-A-Kader berufen worden. Sein Länderspieldebüt gab er im Hamburger Volksparkstadion am 23. September 1987 beim 1:0-Erfolg gegen Dänemark. Zuvor nahm Illgner im Juni 1987 mit der Bundeswehr-Nationalmannschaft an der Militär-Weltmeisterschaft in Italien teil und belegte den zweiten Rang.

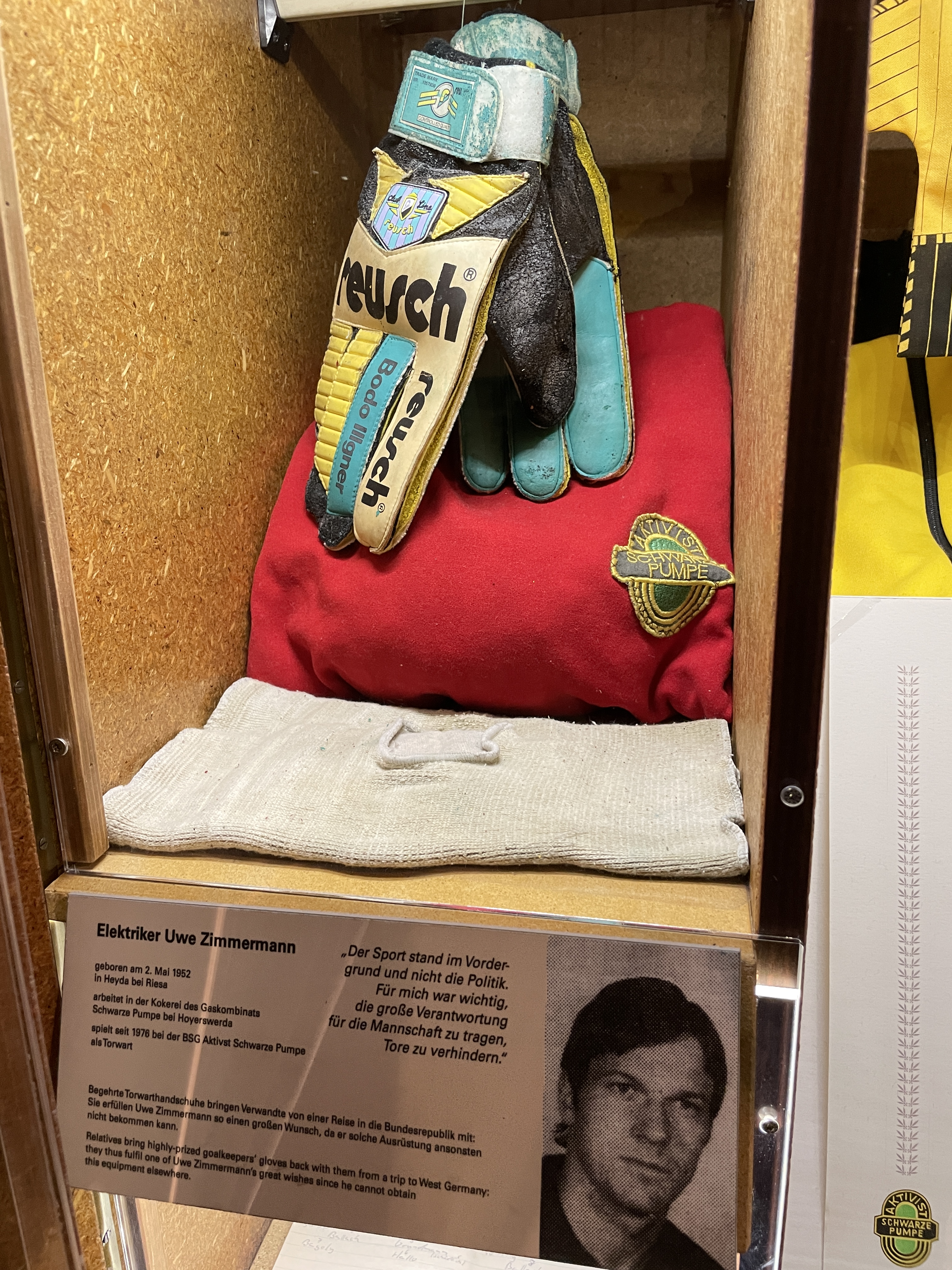
Torwarthandschuhe (hier von Uwe Zimmermann) als DDR-Mitbringsel im Museum in der Kulturbrauerei

Nach der Fußball-Europameisterschaft 1988 in Deutschland löste er mit 21 Jahren Eike Immel als Stammtorwart ab. Im Alter von 23 Jahren hütete er 1990 das Tor bei der Fußball-Weltmeisterschaft in Italien. Im Halbfinale gegen England am 4. Juli scheiterte Stuart Pearce im Elfmeterschießen an ihm. Der entscheidende letzte verschossene Elfmeter von Chris Waddle öffnete den Weg ins Finale. Dort siegte die Nationalmannschaft in Rom im Olympiastadion am 8. Juli mit 1:0 gegen Argentinien. Illgner ist seitdem der jüngste Torhüter, der jemals Weltmeister wurde. Bei der Europameisterschaft in Schweden erreichte er mit der Nationalmannschaft das Finale. Dieses verloren die Deutschen in Göteborg am 26. Juni 1992 gegen Dänemark mit 0:2. Nach dem Viertelfinale gegen Bulgarien, das Deutschland bei der WM in den USA im New Yorker Giants Stadium am 10. Juli 1994 mit 1:2 verlor, und der Kritik an seiner Person trat er als Nationalspieler zurück. Bundestrainer Berti Vogts hatte am Tag nach dem Ausscheiden gegen Bulgarien es als seinen „einzigen Fehler“ bei dem Turnier bezeichnet, nicht auf Illgners Konkurrenten Andreas Köpke gesetzt zu haben.
Nach Manuel Neuer (19 Spiele), Sepp Maier (18 Spiele) und Harald „Toni“ Schumacher (14 Spiele) hat Illgner mit 12 Partien die viertmeisten WM-Einsätze unter den deutschen Torwarten, vor u. a. Oliver Kahn (8 Spiele). Für seine Leistungen wurde er – zusammen mit der Weltmeistermannschaft – mit dem Silbernen Lorbeerblatt ausgezeichnet.

## Sonstiges

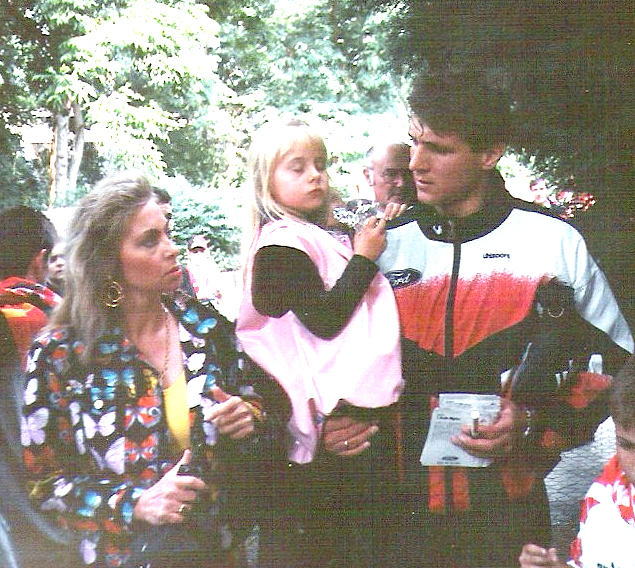
Illgner mit seiner Frau Bianca und Tochter (1995)

Seit 1990 ist Illgner mit seiner Frau Bianca verheiratet. Das Paar hat drei Kinder; Illgner lebt abwechselnd in Boca Raton, Miami und Spanien. Bianca Illgner war auch die Managerin ihres Mannes.
Illgner war Co-Kommentator bei Fußball-Übertragungen des Bezahlsenders Sky Deutschland. Im Jahr 2004 schrieb er mit seiner Frau Bianca den Roman Alles. Das Buch erzählt die Geschichte eines Fußballspielers und dessen Ehefrau, die gleichzeitig seine Managerin ist. Im Jahr 1989 veröffentlichte der Publisher Empire das Computerspiel Bodo Illgner’s Super Soccer.

## Erfolge
- U16-Europameister 1984
- UEFA-Pokal-Finalist: 1986
- Weltmeister: 1990
- Vize-Europameister: 1992
- U.S.-Cup-Sieger 1993
- Spanischer Meister: 1997, 2001 (ohne Einsatz)
- Champions-League-Sieger: 1998, 2000
- Weltpokalsieger 1998

## Ehrungen
- Deutschlands Torhüter des Jahres: 1989, 1990, 1991, 1992
- 1990 bis 1993 bei den Wahlen zum Welttorhüter unter den Top Ten[13]
- Europas Torhüter des Jahres: 1991
- Kicker-Torhüter des Jahres: 1991
- Spaniens Torhüter des Jahres: 1997